# اقویه-ان-والقومه
اقویه-ان-والقومه (به فرانسوی: Arvière-en-Valromey) یک کمون در فرانسه است که در ان (اوورنی-رون-آلپ) واقع شده‌است. اقویه-ان-والقومه ۳۷٫۱۸ کیلومتر مربع مساحت دارد.